# Opsterland
Opsterland (anhörenⓘ) (westfriesisch Opsterlân) ist eine Gemeinde der Provinz Friesland (Niederlande). Sie hat 30.007 Einwohner (Stand: 1. Januar 2025).

## Orte
Der Verwaltungssitz ist Beetsterzwaag (Westfriesisch: Beetstersweach).
Die anderen Orte in der Gemeinde sind:
- Bakkeveen
- Frieschepalen (Westfriesisch: Fryske Peallen)
- Gorredijk, Westfriesisch: de Gordyk; es ist das größte Dorf der Gemeinde.
- Hemrik
- Jonkerslân
- Langezwaag (Westfriesisch: Langsweagen)
- Lippenhuizen
- Luxwoude (Westfriesisch: Lukswâld)
- Nij Beets
- Olterterp
- Siegerswoude (Westfriesisch: Sigerswâld)
- Terwispel
- Tijnje
- Ureterp (Westfriesisch: Oerterp)
- Wijnjewoude (Westfriesisch: Wynjewâld)

## Lage und Wirtschaft
Die Gemeinde liegt im Südosten der Provinz, unmittelbar südlich von Drachten, in der Gegend „Fryske Wâlden“ (Friesische Wälder), die reich an kleinen Wäldern und Heideflächen ist. Die Landschaft wird auch geprägt von Mooren und wegen der Torfgewinnung zwischen dem 17. und 19. Jahrhundert gegrabenen Kanälen. Der wichtigste dieser Wasserwege, die Opsterlandse Compagnonsvaart, durchquert mehrere Orte der Gemeinde und dient heute dem Wassersporttourismus.
Durch den nördlichen Teil der Gemeinde verläuft die Autobahn A7 Groningen – Heerenveen, mit Ausfahrten bei Beetsterzwaag und Drachten (Kreuzung mit der Fernstraße N31 Leeuwarden -Beilen – Emmen). Das Dorf Ureterp liegt in der Nähe dieses Knotenpunktes.
Eisenbahnen gibt es in dieser Region nicht.
Das Drachtener Industriegebiet Azeven, südlich der Autobahn, liegt auf dem Grundgebiet der Gemeinde Opsterland. 
Beetsterzwaag hat mehrere alte Landsitze und Herrenhäuser, von denen einige als Luxushotel und Konferenzzentrum benutzt werden. Das bekannteste dieser Häuser, Lauswolt, diente 2006 als geheimer Ort für Koalitionsbesprechungen zur Regierungsbildung.
Die abwechslungsreiche Landschaft ist ein Anziehungspunkt für Touristen. Im Westen der Gemeinde überwiegen Landwirtschaft und Viehhaltung.

## Geschichte
Die Gegend war bis auf einige Siedlungen auf schmalen Sandrücken (Lippenhuizen, Bakkeveen, Duurswoude, Olterterp, Ureterp) lange Zeit ein wildes Heide- und Moorland. Um 1630, als Gorredijk gegründet wurde, und die Grabung der Opsterlandse Compagnonsvaart anfing, änderte sich die Lage schnell. Die Moore wurden zur Torfgewinnung und zur Schaffung neues landwirtschaftlich nutzbaren Bodens vergraben. Gorredijk war dann über 200 Jahre lang für den Handel und die Binnenschifffahrt von überregionaler Bedeutung; es war ab 1672 sogar vorübergehend eine Festung. Bei Bakkeveen und vor allem Beetsterzwaag siedelten sich auch reiche, zum Teil adlige, Familien an, die sich dort einen Landsitz schaffen ließen, zum Beispiel das Eysingahuis. Die einfachen Bauern und Moorarbeiter jedoch waren sehr arm; es gab bis ins frühe 20. Jahrhundert viel Elend, sogar manchmal Hungersnot. Die Böden waren, Terwispel ausgenommen, nicht sehr fruchtbar; die Arbeiter wurden oft sehr schlecht bezahlt. Der sozialistische und anarchistische Politiker Ferdinand Domela Nieuwenhuis hat sich im späten 19. Jahrhundert mehrere Male bemüht, das Schicksal dieser Menschen zu verbessern.
Erst nach dem Zweiten Weltkrieg, als sich Industrie im nördlichen Nachbarort Drachten entwickelte und der Tourismus aufkam, verbesserte sich die Wirtschaftslage der Gemeinde bedeutend.

## Sehenswürdigkeiten
- In der Gemeinde sind viele kleine Wälder, Heideflächen und andere Naturgebiete. Es gibt dadurch viele Möglichkeiten für Radtouren oder Wanderungen. Das Besucherzentrum De Slotplaats bei Bakkeveen ist dafür ein geeigneter Ausgangspunkt.
- In Nij Beets befindet sich ein kleines Freilichtmuseum, It Damshûs, wo ein Eindruck des Lebens der Moorarbeiter und Torfgräber vermittelt wird. (vom Mai bis Ende September geöffnet)
- Auf der Opsterlandse Compagnonsvaart und einigen anderen Moorkanälen ist Wassersport möglich.
- Im Zentrum von Gorredijk, das einer Kleinstadt ähnelt, stehen einige alte Häuser. Man kann dort auch die nötigen Einkäufe machen.
- Beim Luxushotel Lauswolt, bei Beetsterzwaag, liegt ein frei zugänglicher Wald; es gibt dort auch einen Golfplatz (mit 18 Löchern).

## Politik

### Sitzverteilung im Gemeinderat
Seit 1982 wird der Gemeinderat von Opsterland folgendermaßen geformt:
| Partei                                 | Sitze | Sitze | Sitze | Sitze | Sitze | Sitze | Sitze | Sitze | Sitze | Sitze | Sitze |
| Partei                                 | 1982  | 1986  | 1990  | 1994  | 1998  | 2002  | 2006  | 2010  | 2014  | 2018  | 2022  |
| -------------------------------------- | ----- | ----- | ----- | ----- | ----- | ----- | ----- | ----- | ----- | ----- | ----- |
| Opsterlands Belang                     | 3     | 3     | 3     | 4     | 4     | 6     | 6     | 7     | 6     | 6     | 5     |
| FNP                                    | 0     | 0     | 0     | 0     | 1     | 1     | 1     | 0     | 1     | 1     | 3     |
| PvdA                                   | 8     | 9     | 8     | 6     | 6     | 5     | 7     | 5     | 4     | 3     | 3     |
| CDA                                    | 5     | 5     | 5     | 4     | 5     | 4     | 3     | 4     | 3     | 3     | 3     |
| ChristenUnie                           | –     | –     | –     | –     | –     | 2     | 2     | 2     | 2     | 2     | 2     |
| GroenLinks                             | –     | –     | 1     | 1     | 1     | 1     | –     | –     | –     | 2     | 2     |
| OpsterLanders                          | –     | –     | –     | –     | –     | –     | 1     | 2     | 1     | 2     | –     |
| VVD                                    | 3     | 2     | 2     | 2     | 2     | 2     | 1     | 2     | 2     | 2     | 2     |
| D66                                    | 0     | –     | 1     | 2     | 1     | 0     | –     | 1     | 1     | 1     | 1     |
| Betrokken, Anders en Samen             | –     | –     | –     | –     | –     | –     | –     | –     | 1     | 1     | –     |
| GPV                                    | 1     | 1     | 1     | 2     | 1     | –     | –     | –     | –     | –     | –     |
| NCPN a                                 | –     | –     | –     | 0     | –     | –     | –     | –     | –     | –     | –     |
| Verbond van Communisten in Nederland a | –     | –     | 0     | –     | –     | –     | –     | –     | –     | –     | –     |
| Linkse Opsterlandse Samenwerking       | –     | 1     | –     | –     | –     | –     | –     | –     | –     | –     | –     |
| RPF                                    | 0     | 0     | –     | –     | –     | –     | –     | –     | –     | –     | –     |
| PSP                                    | 1     | –     | –     | –     | –     | –     | –     | –     | –     | –     | –     |
| PPR                                    | 1     | –     | –     | –     | –     | –     | –     | –     | –     | –     | –     |
| CPN                                    | 0     | –     | –     | –     | –     | –     | –     | –     | –     | –     | –     |
| Gesamt                                 | 21    | 21    | 21    | 21    | 21    | 21    | 21    | 23    | 21    | 21    | 21    |

Anmerkungen

### Bürgermeister
Seit dem 25. September 2023 ist Andries Bouwman (ChristenUnie) amtierender Bürgermeister der Gemeinde. Zu seinem Kollegium zählen die Beigeordneten Rob Jonkman (ChristenUnie), Anko Postma (Opsterlands Belang), Libbe de Vries (PvdA) sowie der Gemeindesekretär Koen van Veen.

## Persönlichkeiten
- Tiny Mulder (1921–2010), Widerstandskämpferin im Zweiten Weltkrieg, Journalistin, Schriftstellerin, Dichterin und Übersetzerin
- Dirkje Postma (* 1951), Medizinerin, Professorin für Pathophysiologie und Pneumologie
- Folkert de Haan (* 1978), Radrennfahrer